# Rhônelle
Rhônelle – rzeka we Francji, przepływająca przez teren departamentu Nord, o długości 32 km. Stanowi dopływ rzeki Skalda.